# نقشارة

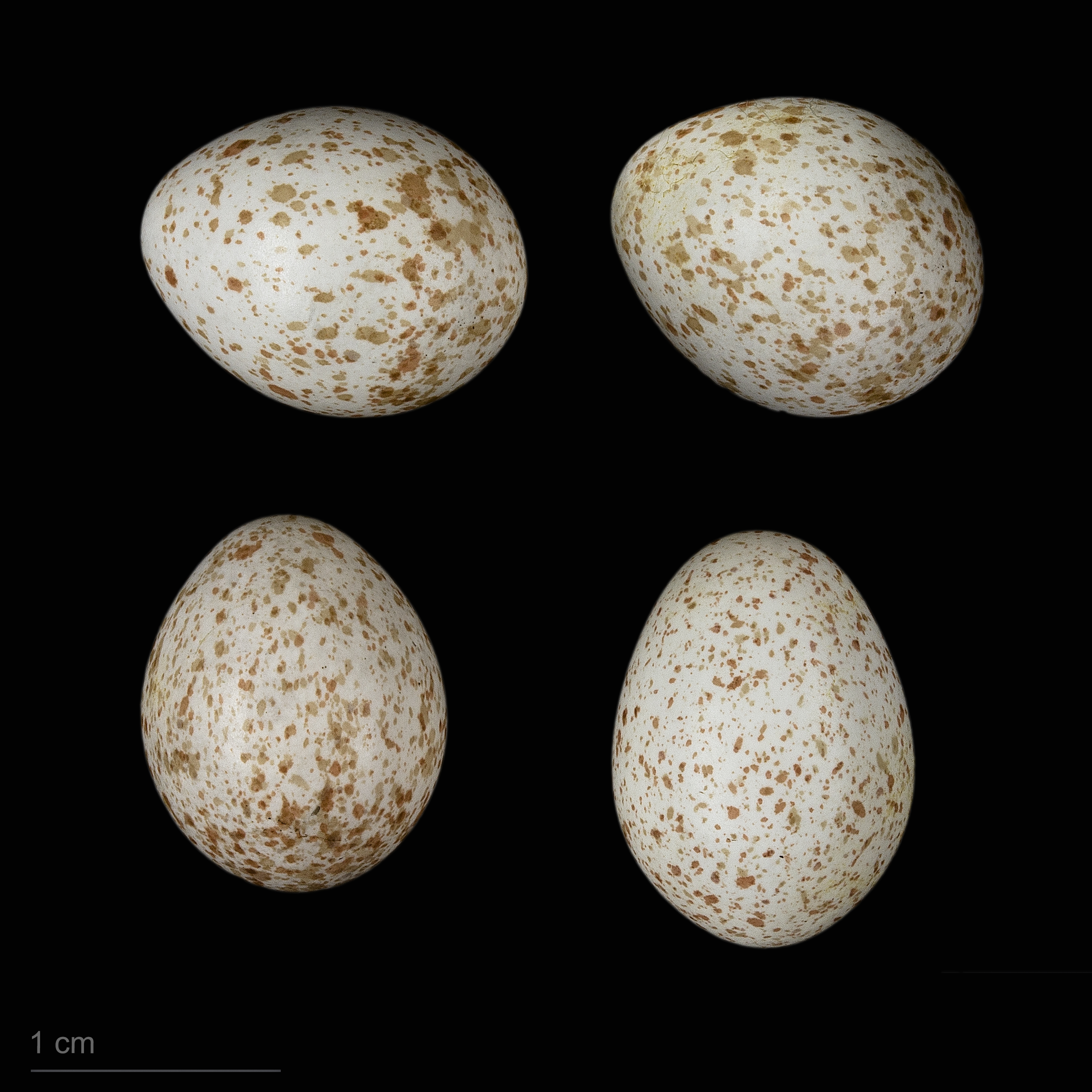
بيض طائر النقشارة

النِّقْشَارَة (الاسم العلمي: Phylloscopus  trochilus) (بالإنجليزية: Willow  Warbler)‏ هو طائر ينتمي إلى (فصيلة: Phylloscopidae).

## روابط خارجية
- Willow warbler videos, photos & sounds on the Internet Bird Collection
- Ageing and sexing (PDF; 2.6 MB) by Javier Blasco-Zumeta & Gerd-Michael Heinze
- Willow warbler - Species text in The Atlas of Southern African Birds.